# Exocoetus peruvianus
Exocoetus peruvianus är en fiskart som beskrevs av Nikolai V. Parin och Shakhovskoy 2000. Exocoetus peruvianus ingår i släktet Exocoetus och familjen Exocoetidae. IUCN kategoriserar arten globalt som otillräckligt studerad. Inga underarter finns listade i Catalogue of Life.